# Teksańska masakra piłą mechaniczną 2
Teksańska masakra piłą mechaniczną 2 (ang. The Texas Chainsaw Massacre 2) – amerykański horror w reżyserii Tobe’a Hoopera z 1986 roku. Sequel filmu Teksańska masakra piłą mechaniczną z 1974 roku. W głównej roli obsadzono Dennisa Hoppera.

## Fabuła
Po dwunastu latach od wydarzeń przedstawionych w części pierwszej filmu śledztwo w sprawie morderstw przyjaciół i brata Sally Hardesty zostaje umorzone, pomimo iż na teksańskiej prowincji nadal dochodzi do tajemniczych zaginięć ludzi. Tymczasem dziennikarka radiowa Vanita Brock rejestruje podczas swojej audycji zgon dwójki nastolatków. Do sprawy Sawyerów powraca niestrudzony szeryf Lefty, natomiast naraża się psychopatycznej rodzinie, emitując nagrania z morderstwa w radio.

## Fakty
- Jedyny aktor z pierwowzoru, który powtórzył swoją rolę w sequelu to Jim Siedow.
- Piła łańcuchowa użyta w filmie znajduje się w Planet Hollywood w Dallas.
- Pierwotnie Tobe Hooper oraz Kim Henkel, współtwórca części pierwszej filmu, planowali zastosowanie wątku, według którego całe miasto, w którym mieszkają Sawyerowie, miałoby być miastem kanibali.

## Obsada
- Dennis Hopper – porucznik Boude „Lefty” Enright
- Caroline Williams – Vanita „Stretch” Brock
- Jim Siedow – Drayton Sawyer
- Bill Moseley – „Chop Top” Sawyer
- Bill Johnson – Bubba „Leatherface” Sawyer
- Lou Perry – L.G. Peters
- Ken Evert – Dziadek Sawyer
- Barry Kinyon – Buzz
- Chris Douridas – Rick
- Vern Stierman – narrator (głos)